# 園光院
園光院（えんこういん、生没年不詳）は、戦国時代の女性。甲斐国の戦国大名である武田晴信（信玄）の嫡男武田義信の娘。母は義信正室で駿河今川義元の娘である嶺松院。
戦国期に甲斐武田氏と駿河今川氏は和睦し、『高白斎記』に拠れば晴信の嫡男太郎（義信）は天文19年（1550年）12月7日に元服し、天文21年（1552年）11月27日には今川義元の娘が義信の正室として迎えられた。これにより武田・今川間には甲駿同盟が結ばれ、さらに今川・相模後北条氏の間にも婚姻同盟が結ばれ、三国間で甲相駿三国同盟が成立する。
義信と嶺松院の間には『武田源氏一統系図』に拠れば女子（園光院）がいたとされ、江戸時代後期の『甲斐国志』では女子二人の存在を記している。
永禄3年（1560年）に桶狭間の戦いで今川義元が討死すると武田・今川間の関係は険悪になり、永禄8年（1565年）には武田家において義信が謀反の罪により甲府東光寺に幽閉される義信事件が発生している。二年後の永禄10年（1567年）10月19日、義信は病死した。同年、母の嶺松院に対して、嶺松院の兄である氏真が駿河に帰るよう要請しており、翌永禄11年春に駿河へ引き取られ、今川氏の滅亡後まで存命したという。園光院は母と共に駿河に引き取られたともいうが、その後の事跡は不明とされている。暫くは叔父夫婦（今川氏真、早川殿）らと行動を共にしたと言われる。
母の嶺松院は、尼になり貞春尼と称した。後に徳川秀忠の御介錯上臈（武家の嫡男の教育を取り仕切る女性家老）として徳川家に仕えている。